# Under a Flag of Truce
Under a Flag of Truce è un cortometraggio muto del 1912 diretto da Kenean Buel.

## Produzione
Il film fu prodotto dalla Kalem Company.

## Distribuzione
Distribuito dalla General Film Company, il film - un cortometraggio di una bobina - uscì nelle sale cinematografiche USA il 24 maggio 1912.